# しあわせのパン
『しあわせのパン』は、日本の映画作品。2012年1月21日に北海道先行公開され、同年1月28日に全国公開された。監督・脚本は三島有紀子で、長編では初監督作品である。主演は原田知世、大泉洋。

## 解説
東京から北海道の洞爺湖の畔に移り住み、小さなオーベルジュ式のパンカフェ「マーニ」を営む夫婦と、そこに訪れる客たちとのふれあいを描く。
監督の三島有紀子が脚本も担当。主題歌である矢野顕子 with 忌野清志郎の「ひとつだけ」にインスパイアされ、本作の脚本を書き下ろした。
北海道洞爺湖町月浦地区に実在する店がモデルとなっており、すべてのシーンが実際の店舗を含め北海道で撮影された。2011年1月28日にクランクアップの様子がUstreamで生中継された。
キャッチコピーは「わけあうたびに わかりあえる 気がする」。
北海道12スクリーンの先行公開で映画観客動員ランキング（興行通信社調べ）第20位を記録し、続く全国公開では全国47スクリーンという小規模公開ながら、2012年1月28、29日の初日2日間で興収3,550万620円、動員2万6,130人になり映画観客動員ランキングで第10位を記録した。

## あらすじ
北海道の静かな湖に面した月浦という土地に小さな2階建ロッジのパン屋が開店した。夫の水縞尚（みずしま なお）（大泉洋）が焼くパンと、妻の りえ（原田知世）が入れるおいしいコーヒーが自慢の店。店名は、りえ が大切にしている絵本『月とマーニ』にちなんで『カフェ マーニ』といった。
りえは子供の頃から主人公マーニに恋をし、今も探し求める女性だった。都会生活で心に傷を負った りえ は尚のプロポーズを受け容れ、一見オシドリ夫婦だが友達感覚は消えなかった。それでも りえ を愛し、見守る尚。
店はたちまち近所で評判となり、子沢山で農家経営の広川一家、謎のトランクを持った阿部さん（あがた森魚）、地獄耳のガラス作家・陽子さん（余貴美子）、そして毎日配達にきてくれる郵便屋さん（本多力）などの常連客に憩いの場を提供する。１階のテーブル席では、大きな窓に湖畔の景色が映え、日が没すると月が美しく輝く。２階には小さな客室があり、ときどき、草地の先のバス停を利用して遠方から旅行客も訪れる。
夏
彼氏にふられ、沖縄旅行をドタキャンされた香織（森カンナ）が一人でやってくる。傷心でグチりまくる香織の心は、水縞夫婦や地元の青年・山下君（平岡祐太）の優しさで徐々に癒されてゆく。
秋
バス停に一人でたたずむ小学生の少女・未久（八木優希）。登校拒否を察した りえ は、彼女を店内に招き入れ、ホットミルクをふるまう。やがて父親も訪れ、離婚して娘とギクシャクしている事情がわかってくる。そんな父娘を水縞夫妻は食事会に招待し、会話の機会を提供した。
冬
雪で閉ざされたある日、最寄りの有珠駅に降り立った一組の老夫婦（中村嘉葎雄・渡辺美佐子）から（関西弁の電話依頼があり、尚がワゴン車で迎えにゆく。50年程前の「結果的に新婚旅行になった旅」を思い出し、月を見たいと言う夫の史生（ときお）。だが、重病の妻をいたわる史生の姿に心中を決意していると察した水縞夫妻は必死で引き止め、長逗留を勧めて温かくもてなした。
春
雪が解け、郵便屋さんが、史生からの感謝の手紙を配達してくれる。りえは、「自分にとってのマーニ」が誰なのかを、やっと理解したと尚にほほ笑みかけた。なんと開店2年目にして、尚はようやく「たったひとつの欲しいもの」を手に入れることが出来たのだ。そして りえ のお腹には新しい命が宿っていた。

## キャスト
- 水縞りえ - 原田知世
- 水縞尚 - 大泉洋
- 山下時生 - 平岡祐太
- 齋藤香織 - 森カンナ
- 未久 - 八木優希
- 未久のパパ - 光石研
- 阪本アヤ - 渡辺美佐子
- 阪本史生 - 中村嘉葎雄
- 郵便屋さん - 本多力
- 広川の奥さん - 池谷のぶえ
- 広川のだんなさん - 中村靖日
- 阿部さん - あがた森魚
- モノローグの少女 - 大橋のぞみ（声の出演）
- 未久のママ - 霧島れいか
- 陽子さん - 余貴美子

## スタッフ
- 監督・脚本：三島有紀子
- 企画：鈴井亜由美
- プロデュース：森谷雄
- 音楽：安川午朗
- 主題歌：矢野顕子 with 忌野清志郎「ひとつだけ」（ヤマハミュージックコミュニケーションズ）
- 撮影：瀬川龍（J.S.C）
- 照明：原由巳
- 録音：小宮元
- 美術：井上静香
- スタイリスト：宮本まさ江
- スタイリスト（原田知世担当）：大森伃佑子
- フードスタイリスト：石森いづみ（石森スタジオ）、吉川雅子
- 編集：加藤ひとみ（ルナパルク）
- パン指導：高田真衣
- パンカフェアドバイザー：パン工房ゴーシュ＋CAFE（落合毅、落合直美）
- ロケ協力：洞爺湖町、小樽フィルムコミッション　ほか
- 北海道宣伝協力：生活協同組合コープさっぽろ
- 北海道特別協力：ローソン
- 協賛：ホクレン、北洋銀行、北海道旅客鉄道
- プロデューサー：遊佐和彦、岩浪泰幸
- 製作者：豊島雅郎
- 配給：アスミック・エース
- 制作プロダクション：アットムービー
- 企画：CREATIVE OFFICE CUE
- 製作：「しあわせのパン」製作委員会（CREATIVE OFFICE CUE、アスミック・エース、アミューズ、パルコ、アットムービー、北海道テレビ放送、ウエス、日本出版販売、北海道アルバイト情報社、AIR-G'、エアジーワークス）